# Observations instantanées
La méthode des observations instantanées est une technique basée sur les statistiques élémentaires. Elle est utilisée dans l'industrie pour mesurer les performances des machines ou du personnel.

## Méthode
Il s'agit de déterminer la fréquence d'apparition d'un phénomène par des observations espacées de façon aléatoire. Le choix de ces instants aléatoires provient des tables de hasard provenant des travaux menés en 1927 sous la direction de Karl Pearson.
C’est en 1934 que L. H. C. Tippett utilise ces tables pour appliquer pour la première fois la technique des observations instantanées dans l’industrie du textile, afin de connaître la répercussion de la casse des fils sur l’arrêt des machines et l’inactivité des opérateurs.
En 1938 Ralph Mosser Barnes publie cette méthode qui permet d'évaluer les temps opératoires dans les ateliers de production, sans présenter les inconvénients du chronométrage, très mal perçu par les ouvriers. Elle vient dans la continuité des méthodes de taylorisation du travail, et des méthodes de définition de temps standards (MTS).
La méthode des observations instantanées est utilisée dans :
- l'évaluation des temps alloués, le jugement des allures,
- les sondages d'opinion,
- l'évaluation des files d'attente.
Son équivalent en anglais est « Work Sampling » en allemand : « Multimoment-Studie ».
Les dénominations dans les autres langues sont utilisées dans les études concernant les phénomènes météorologiques, géophysiques, où l'usage, en particulier de multimoment, semble préféré aux autres appellations ayant une forte connotation de productivisme.